# Arrojadoa
Arrojadoa és un gènere de cactus que comprèn al voltant de 10 espècies i diverses varietats. Es va nomenar en honor del brasiler Miguel Arrojado Lisboa. El gènere és natiu del nord del Brasil i es troba en llocs rocós sota arbusts on recolzen el seu fràgil tija. Són plantes subtropicals que no toleren les gelades.
Les espècies tenen tija fràgil que aconsegueix els 2 metres d'altura i 2-5 cm de gruixut, tenen 10-15 costelles i les ramificacions són rares i ocorren generalment en la base. Les flors són tubulars amb 1-3 de longitud i 0,5-1 cm de diàmetre, de color rosat o carmí. La fruita és com una baia, esfèrica amb un diàmetre d'1.5 cm que pren color rosa o vermell quan madura. La planta és fàcil de conrear i prolífica en la floració. Creix en sòls lleument humits i en hivern ha de ser deixada sense aigua i amb temperatura mínima de 10 graus.

## Taxonomia
- Arrojadoa albiflora
- Arrojadoa bahiensis
- Arrojadoa dinae
  - Arrojadoa dinae var dinae
  - Arrojadoa dinae var eriocaulis (syn. A. beateae)
- Arrojadoa marylanae
- Arrojadoa penicillata
- Arrojadoa nova
- Arrojadoa rhodantha
  - Arrojadoa rhodantha subsp. aureispina
  - Arrojadoa rhodantha subsp. rhodantha (syn. A. canudosensis)